# Тишинян, Лусине Грайровна
Лусине Грайровна Тишинян (арм. Լուսինե Թիշինյան) — российская актриса

 армянского происхождения, привлекшая к себе внимание исполнением роли Мадам де ля Комод в мюзикле «Красавица и Чудовище».
Родилась 29 июня 1983 года в г. Алексеевка Белгородской области.
Окончила Академический музыкальный колледж при Московской государственной консерватории им.П.И.Чайковского (2004, отделение академического вокала, диплом с отличием) и факультет музыкального театра Российской академии театрального искусства (ГИТИС) (2008).
Снималась в эпизодической роли Невесты в телевизионном сериале «Морской патруль». Исполняла роль Принцессы Будур в мюзикле «Восточный парадиз». Дипломант Международного конкурса «Культура и образование» в номинации «сольное пение» (2006).